# Saint-Rome-de-Tarn
Saint-Rome-de-Tarn település Franciaországban, Aveyron megyében. Lakosainak száma 899 fő (2022. január 1.). Saint-Rome-de-Tarn Les Costes-Gozon, Montjaux, Saint-Affrique, Saint-Georges-de-Luzençon, Saint-Rome-de-Cernon, Saint-Victor-et-Melvieu és Viala-du-Tarn községekkel határos.

## Népesség
A település népessége az elmúlt években az alábbi módon változott:
| Lakosok száma | 729  | 629  | 676  | 820  | 861  | 872  | 871  | 883  | 889  | 899  |
|               | 1968 | 1982 | 1990 | 2006 | 2013 | 2015 | 2017 | 2019 | 2020 | 2022 |